# Torrebaja
Torrebaja è un comune spagnolo di 423 abitanti situato nella comunità autonoma Valenciana e appartenente alla comarca di Rincón de Ademuz.